# Stentjärnen (Silbodals socken, Värmland)
Stentjärnen är en sjö i Årjängs kommun i Värmland och ingår i Göta älvs huvudavrinningsområde. Sjöns area är 0,056 kvadratkilometer och den befinner sig 274 meter över havet.